# Straßenbahn Moûtiers-Salins–Brides-les-Bains

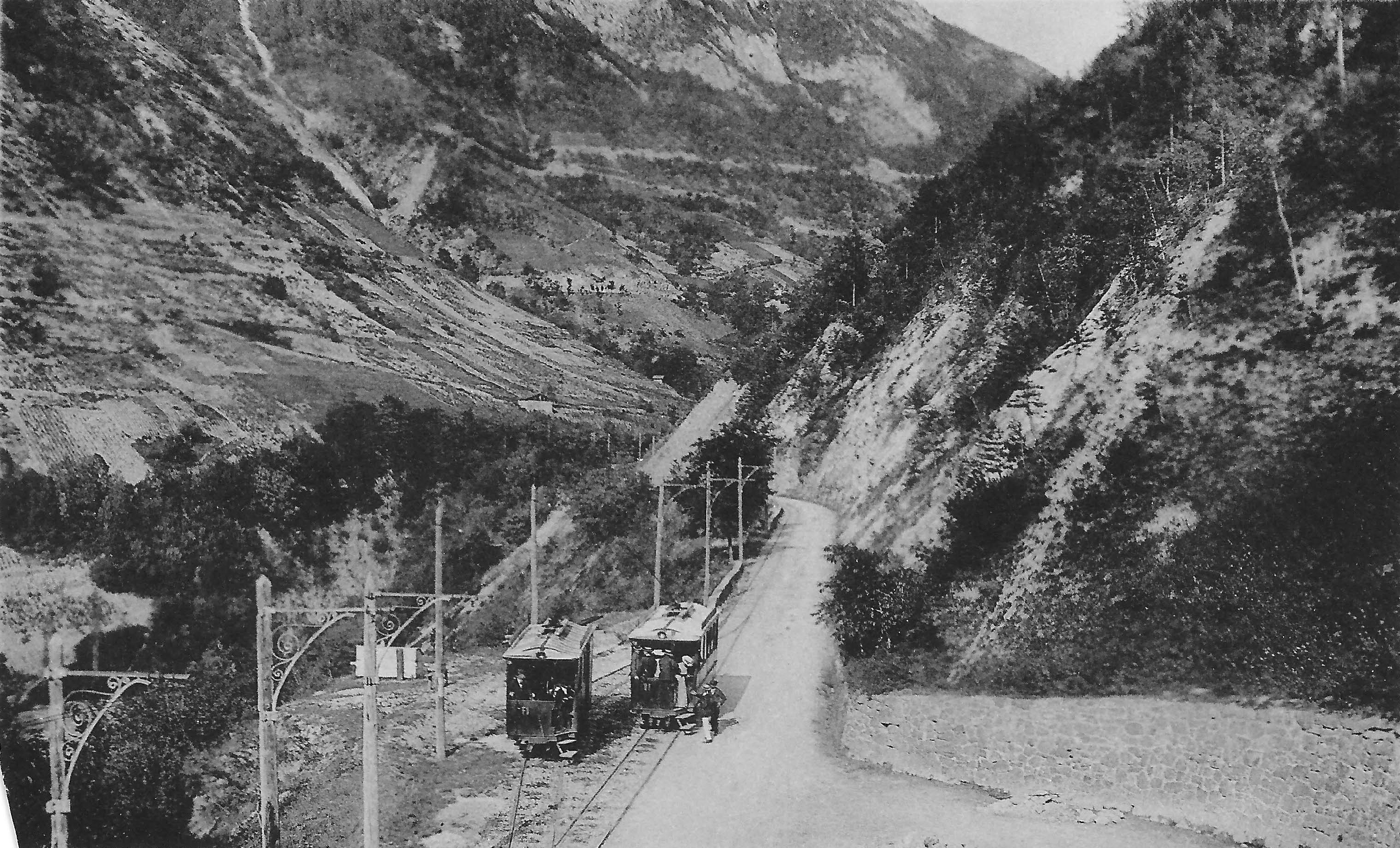
Begegnung zweier Straßenbahnen auf der eingleisigen Strecke

Die  Straßenbahn Moûtiers-Salins–Brides-les-Bains verband drei Thermalbäder in den französischen Alpen des Departements Savoie.

## Geschichte
Ausgangspunkt der sechs Kilometer langen, meterspurigen, eingleisigen Straßenbahnstrecke war der Bahnhof der Gemeinde Moûtiers-en-Tarentaise. Er war seit 1893 die Endstation einer PLM-Strecke von Albertville und führte die Bezeichnung Moûtiers-Salins, seit den 1930er Jahren Moûtiers-Salins-Brides-les-Bains. Die Trasse führte im Tal des Doron de Bozel aufwärts, durchquerte den Kurort Salins-les-Thermes und endete im Thermalbad Brides-les-Bains.
Ab 13. September 1899 verkehrten hier – nur während der Badesaison vom 15. April bis zum 15. Oktober eines jeden Jahres – elektrische Triebwagen mit oder ohne Anhänger in der Regel fünfzehnmal am Tag. Sie waren mit Gleichstrom von 500 Volt Spannung betrieben. Außer vier zweiachsigen Triebwagen waren zwei Beiwagen und ein Güterwagen vorhanden.
Die Bahn war von der Compagnie des Voies Ferrées des Alpes Francaises (VFAF) erbaut und eröffnet worden. Nachdem es längere Zeit zu finanziellen Verlusten gekommen war, übernahm 1911 das Departement Savoie die Regie und beauftragte den Unternehmer Bernard mit der Betriebsführung. Nach dem Ersten Weltkrieg übernahmen schließlich im Jahr 1923 die Chemins de fer Départementaux d`intéret local de la Savoie (CDS) 
den Bahnbetrieb.
Als auch in der Folgezeit keine wirtschaftliche Besserung eintrat, wurde am 15. April 1930 die Bahn durch eine elektrische Omnibuslinie ersetzt, die mit geringem Aufwand um neun Kilometer bis nach Villard-du-Planay verlängert werden konnte. Dafür waren acht Obusse für den Personenverkehr und vier für die Güterbeförderung im Einsatz.
Das Unternehmen betrieb noch zwei weitere Obuslinien innerhalb des Departements und nannte sich nun Régie des Èlectrobus de Savoie. Es legte den Obusbetrieb im März 1965 still.